# 達卜匝拉給
達卜匝拉給（卡那卡那富語：Tapucarake），是台灣卡那卡那富族神話中的小米神，他們在饑荒時將小米交給族人。

## 簡述
達卜匝拉給原本只是矮人族，他們住在地底下、身材矮小到爬上樹豆都只會讓其樹枝稍微彎曲的程度，但他們精通農事，儘管住在地底也擁有發達的農業。

## 傳說
據說之前有一次卡那卡那富族發生飢荒，有一位族人挖洞找食物，不小心挖到達卜匝拉給住的洞裡，但他們並沒有傷害他，而是招待他留在那裡生活一段時間，請他吃小米做的餅、並教導他耕種的方法，當那名族人要回去時，他們還送他一包小米（一說還有樹豆和大豆）種子，並且要求族人在小米收成後要邀請他們去試吃新米，卡那卡那富族人便開始每年招待他們，但有一年不知道為甚麼，達卜匝拉給再也沒有出現，族人依然每年都給他們準備食物，逐漸演變成米貢祭（Mikongu）。
另有說法認為米貢祭的由來是達卜匝拉給一開始就要求族人祭祀自己，並且將自己神格化為地神達姆烏奈（Tamu'unai）。

## 祭典
在卡那卡那富族的傳統祭典米貢祭中，族人會邀請達卜匝拉給來家裡享用供品，並且請求他們保佑明年的收成和身體健康。